# Казатово (Омская область)
Казатово (сибирскотат. 
Кусатау, тат. Кызатау) — деревня в Большереченском районе Омской области. Входит в состав Почекуевского сельского поселения.

## История
В 1928 г. состояла из 64 хозяйств, основное население — бухарцы. В составе Кошкульского сельсовета Евгащинского района Тарского округа Сибирского края.

## Население
| 1926 | 2002 | 2010 | 2021 |
| ---- | ---- | ---- | ---- |
| 255  | ↘25  | ↘6   | ↘5   |

Национальный состав
Согласно результатам переписи 2002 года, в национальной структуре населения татары (сибирские татары) составляли 92 %.